# Jordi Nadal i Oller
Jordi Nadal i Oller   (Cassà de la Selva, 14 de març de 1929 - Barcelona, 8 de desembre de 2020) fou un historiador català, considerat un dels deixebles més destacats de Jaume Vicens i Vives. Les seves aportacions van ser fonamentals per a entendre la història de l'evolució de la població de Catalunya i de l'Estat espanyol, així com de la Revolució Industrial.

## Biografia
Va estudiar batxillerat a l'Institut de Girona i al Liceu Francès de Barcelona. El 1957 es doctorà en història a la Universitat de Barcelona després d'haver ampliat estudis a Tolosa de Llenguadoc, París (1953) i a la Università degli Studi de Pavia (1955). Fou lector de català i castellà a la Universitat de Liverpool (1958-1959) i professor d'història econòmica a la Universitat de Barcelona de 1956 a 1967, catedràtic a la Universitat de València el 1968-1969 i el 1970-1980 a la Universitat Autònoma de Barcelona, per tornar novament el 1981 a la Universitat de Barcelona.
El 1972 va fundar amb Gabriel Tortella Casares l'Associació Espanyola d'Història Econòmica (AEHE), de la qual fou president de 1994 a 1997. També fou el primer president de l'Associació de Demografia Històrica (ADEH) entre 1983 i 1991. Va ser fundador i director de la Revista de Historia Industrial des de 1992. Va ser membre de la Unió Internacional per a l'Estudi Científic de la Població, i forma part de la comissió encarregada de redactar el nou diccionari demogràfic encarregat per les Nacions Unides.
Va col·laborar en nombroses revistes d'història espanyoles i estrangeres, i es va especialitzar en estudis històrics sobre població i industrialització tant a Catalunya com a Espanya. El 1997 fou guardonat amb la Creu de Sant Jordi, el 2000 el Col·legi d'Economistes de Catalunya el va distingir com a col·legiat d'honor i el 2009 va rebre el premi de l'AEHE a la Trajectòria Acadèmica. En els darrers anys va estar vinculat a la Universitat Pompeu Fabra, on va impartir cicles de conferències sobre història econòmica de Catalunya. La Universitat Pompeu Fabra el va nomenar doctor honoris causa el 2010 i la Universitat de Girona el 2013.

## Obres
- La population catalane de 1553 à 1717. L'immigration française et les autres facteurs de son développement (1960), amb Emili Giralt i Raventós
- La población española (siglos XVI a XX) (1966)
- El fracaso de la revolución industrial en España, 1814-1913 (1975)
- Història de la Caixa de Pensions (1981)
- Catalunya, la fàbrica d'Espanya (1986), amb J. Maluquer
- Sant Martí de Provençals, pulmó industrial de Barcelona (1847-1992) (1992), amb X. Tafunell
- Historia económica de España (1987), director
- Bautismos, desposorios y entierros. Estudios de historia demográfica (1992)
- Moler, tejer y fundir. Estudios de historia industrial (1992)
- La cara oculta de la industrialización española (1994)
- España en su cénit (1516-1598) (2001)